# Сидрауски, Мигель
Мигель Сидрауски (также Сидрауский, исп. Miguel Sidrauski, 12 октября 1939 — 1 сентября 1968) — аргентинский экономист, сделавший существенный вклад в теорию экономического роста. Разработал модификацию модели Рамсея, включив туда ещё одну детерминанту долгосрочного роста — предложение денег. Также занимался вопросами установления валютных курсов. Преподавал экономику в МТИ.

## Биография
Родился и вырос в Буэнос-Айресе. В 1963 году поступил в аспирантуру Чикагского университета, став доктором философии в 1966 году. Научные руководители — Хирофуми Удзава и Милтон Фридман. По окончании аспирантуры принят в преподавательский штат МТИ.
Исповедовал иудаизм, по мнению коллеги Данкана Фоули был «идейным сионистом». В возрасте 28 лет скончался от рака. Женат, имел дочь (на момент смерти отца ей было 2 месяца).

## Вклад в науку
Наиболее известна его работа 1967 года, «Рациональный выбор и закономерности роста в денежной экономике» (англ. "Rational Choice and Patterns of Growth in a Monetary Economy"). Статья базировалась на материалах докторской диссертации. Сидрауски анализирует модель репрезентативного домохозяйства, оптимизирующего свою интертемпоральную полезность (полезность во многих периодах). Уровень полезности зависит от потребления и владения реальными запасами денег. Модель предсказывает, что в стационарном состоянии капиталоёмкость не зависит от темпов изменения денежной массы, то есть деньги нейтральны.